# 雑敷町
雑敷町（ざつしきちょう）は、愛知県豊田市の町名。

## 地理
豊田市の北部に位置し、小原地区（旧西加茂郡小原村の村域にほぼ相当する）に属する。北で大ケ蔵連町、東で柏ケ洞町、南東で川見町、南西で上仁木町、西で前洞町と接する。
町域のほぼ中央部を矢作川支流である田代川が縦貫し、国道419号が沿う。河岸段丘上に田畑があり、民家は山裾に点在している。
兼業農家が多数を占める。

## 歴史

### 沿革
- 江戸期- 寛永期の『三河国村々高附』においては「加茂郡さつしき村」、天保期の郷帳においては「加茂郡雑鋪村」という表記が見受けられる[5]。
- 1635年（寛永12年）当時- 岡崎藩領であった[6]。
- 1762年（宝暦12年）- 幕府領となる[7]。
- 1763年（宝暦13年）- 大多喜藩領となる[7]。
- 1871年（明治4年）- 大区小区制施行により、第4大区第3小区に所属する[5]。
- 1878年（明治11年）- 郡区町村編制法施行により、加茂郡が西加茂郡と東加茂郡に分割される。これに伴い、雑敷村の所属が加茂郡から西加茂郡に変更される[7]。
- 1884年（明治17年）7月- 戸長役場設置に伴い、雑敷村、大ケ蔵連村（おおがぞれむら）、柏ケ洞村（かしがほらむら）、上仁木村（かみにぎむら）、北村（きたむら）、小村（こむれ）、川見村（せんみむら）、田代村（たしろむら）、東市野々村（ひがしいちののむら）、前洞村（まえぼらむら）の10村が同組に組み込まれる[8]。
- 1889年（明治22年）10月1日- 市制・町村制施行に伴い、雑敷村、大ケ蔵連村、柏ケ洞村、上仁木村、北村、小村、川見村、田代村、東市野々村、前洞村の10村が合併して東加茂郡福原村が誕生し[9]、雑敷村は福原村大字雑敷に継承される[7]。
- 1906年（明治39年）7月1日- 福原村、清原村、豊原村、本城村が合併して小原村が誕生し[10]、福原村大字雑敷は小原村大字雑敷に継承される[7]。
- 2005年（平成17年）4月1日- 小原村の豊田市への編入に伴い、住所表示が豊田市雑敷町に変更される。

## 人口
2019年（令和元年）7月1日現在の世帯数と人口は以下の通りである。
| 町丁   | 人口 |
| ------ | ---- |
| 雑敷町 | 16人 |

### 人口の変遷
国勢調査による人口の推移
| 2005年（平成17年） | 19人 | [ 11 ] |  |
| 2010年（平成22年） | 17人 | [ 12 ] |  |
| 2015年（平成27年） | 11人 | [ 13 ] |  |

## 学区
市立小・中学校に通う場合、学区は以下の通りとなる。
| 番・番地等 | 小学校                 | 中学校             |
| ---------- | ---------------------- | ------------------ |
| 全域       | 豊田市立小原中部小学校 | 豊田市立小原中学校 |

## 寺社
- 神明神社

1574年（天正21年）、豪族加藤六郎右衛門の勧進とされる。
- 八柱神社

別名「旭の宮」と呼ばれ、雑敷、大ケ蔵連、柏ケ洞、前洞の4村を鎮守。1617年（元和3年）の勧進と伝えられるが、1594年（文禄3年）の棟札も残されているため、創建年代はもっと古いものと考えられる。
- 阿弥陀堂

## 文化財

### 散布地
- 才光院・行新遺跡[15]

古墳時代から、中世、近世に至る遺跡とされる。

## 施設
- 小原北部生活改善センター

## その他

### 日本郵便
- 郵便番号 : 470-0504[2]（集配局：小原郵便局[16]）。